# Iłukszta (stacja kolejowa)
Iłukszta (łot. Ilūkste; ros. Илуксте) – stacja kolejowa w miejscowości Pašuliene, w gminie Iłukszta, na Łotwie. Nazwa pochodzi od pobliskiego miasta Iłukszta.
Stacja istniała przed II wojną światową.